# Sakura (Tochigi)
Sakura (さくら市?) è una città giapponese della prefettura di Tochigi.